# ۶ فروردین
۶ فروردین ششمین روز از سال در گاه شماری خورشیدی است. به پایان سال ۳۵۹ روز (۳۶۰ روز در سال کبیسه) مانده‌است

## رویدادها
- ۱۳۰۱ - بازگشایی رسمی کنسول‌گری افغانستان در مشهد[۱]
- ۱۳۹۵ - حادثه ۶ فروردین ۱۳۹۵ فروند بالگرد اورژانس
- ۱۳۹۸ - سیل ۶ فروردین ۱۳۹۸ شیراز
- ۱۴۰۲ - آغاز اعتراضات ۱۴۰۲ بازنشستگان ایران

## زادروز
- زرتشت سپنتمان ، پیامبر مزدیسنا

- ۱۲۸۸ - علیرضا افضلی‌پور، از بنیان‌گذاران دانشگاه شهید باهنر کرمان
- ۱۳۵۷ - مجتبی ترشیز، فوتبالیست
- ۱۳۷۸ - ایمان اکبری، فوتبالیست

## درگذشت‌ها
- ۱۳۶۱ - اسماعیل ادیب خوانساری، خواننده
- ۱۳۸۵ - منوچهر همایون‌پور، خواننده
- ۱۳۸۹ - ماه‌سلطان ربانی، همسر حسینعلی منتظری
- ۱۳۹۸ - عبدالله حاجیانی، نماینده حوزه انتخابیه دیر و کنگان در دوره ششم مجلس شورای اسلامی
- ۱۳۹۹ - ادمان آیوازیان، نقاش و معمار
- ۱۴۰۰ - آزاده نامداری، مجری
- ۱۴۰۰ - محمدباقر باقری‌نژادیان‌فرد، نماینده حوزه انتخابیه کازرون در دوره ششم مجلس شورای اسلامی
- ۱۴۰۱ - رضا تهرانچی، از خالقان بیسکویت مادر
- ۱۴۰۳ - پرستو بخشی، پزشک
- ۱۴۰۴ - ابوالفضل عابدینی، خبرنگار و زندانی سیاسی

## مناسبت ها
- زمان ظهور زرتشت
- زادروز زرتشت